# Frédéric Peynet
Pour les articles homonymes, voir Peynet.
 (octobre 2018).
Si vous disposez d'ouvrages ou d'articles de référence ou si vous connaissez des sites web de qualité traitant du thème abordé ici, merci de compléter l'article en donnant les références utiles à sa vérifiabilité et en les liant à la section « Notes et références ».
Frédéric Peynet, est un dessinateur de bande dessinée français né à Saint-Rémy (Saône-et-Loire) le 11 octobre 1977.

## Biographie
Après des études d'Arts Appliqués a l'Ecole Pivaut à Nantes, il réalise chez l'éditeur Pointe Noire avec la scénariste Isabelle Plongeon la série Les Apatrides, restée sans suite.
Il réalise ensuite chez Nucléa les trois tomes de Toran, toujours avec Isabelle Plongeon.
Il travaille à partir de 2003 sur le triptyque Le Feul, édité par Soleil, avec le scénariste Jean-Charles Gaudin. Il réalise également quelques histoires courtes pour des albums collectifs, chez le même éditeur.
Une fois Le Feul terminé, il crée, toujours avec Jean-Charles Gaudin au scénario, un thriller contemporain fantastique intitulé Phoenix édité par Soleil.

## Publications
- Les Apatrides t. 1 : La Cérémonie, avec Isabelle Plongeon (scénario), Pointe Noire, 2000[1].
- Toran avec Isabelle Plongeon, Nucléa[2]
  1. Laona, 2001.
  2. Les sirènes, 2002.
  3. Mora, 2003.
- Le Feul avec Jean-Charles Gaudin (scénario), Soleil
  1. Valnes, 2005
  2. Les Brohms, 2007
  3. L'héritage, 2009.
- Phoenix avec Jean-Charles Gaudin (scénario) et Delphine Rieu (couleurs), Soleil
  1. Absences, 2010.
  2. Suzan, 2011.
  3. Naufragés, 2013.
- Prométhée, scénario de Christophe Bec, Soleil
  1.  Le Sarcophage, dessins de Francisco Ruizgé, Federico Carlo Ferniani, VAX, Frédéric Peynet, Thierry Démarez et Stefano Raffaele, 2012  (ISBN 978-2-302-01961-4)
- Vestiges de l'Aube, avec Serge Le Tendre (scénario), Dargaud

1. Morts en série, 2014
2. Le prix du sang, 2015

- Le Projet Bleiberg, avec Serge Le Tendre (scénario), Dargaud
  1. Les Fantômes du passé, 2017
  2. Deep Zone, 2017
  3. Le patient 302, 2019
- Participation aux albums collectifs Les Contes du Korrigan 1 et 3, scénario d'Erwan Le Breton, Soleil, 2002-2003.
- Participation à l'album collectif Les chansons de Gainsbourg, volume 3, Soleil, 2006.
- Participation à l'album collectif Polnareff, Soleil, 2007.
- Participation à l'album collectif Hanté 1, Soleil 2008.
- Asterios le minotore,  avec Serge Letendre  (scénario)  Dargaud,  2022

## Illustrations
- Haïku illustration d'un Haïku de la poétesse Hisajo Sugita, sérigraphies en tirage limité, numérotées et signées en 40 exemplaires, Atelier les Mains Sales, 2012